# Clidemia fluminensis
Clidemia fluminensis är en tvåhjärtbladig växtart som beskrevs av José Fernando Andrade Baumgratz och D'el Rei Souza. Clidemia fluminensis ingår i släktet Clidemia och familjen Melastomataceae. Inga underarter finns listade i Catalogue of Life.